# Nyugta
A nyugta adóigazgatási azonosításra alkalmas bizonylat, amelynek minimális tartalmát a mindenkori jogszabályok határozzák meg.
A mindennapi szóhasználatban gyakran keveredik a számla és a nyugta fogalma. Míg a számla az ügylet teljesítésére vonatkozik, a nyugta az ellenérték átvételét igazolja.

## Minimális tartalma Magyarországon
A magyar jog szerint a nyugtának legalább a következőket kell tartalmaznia:
- a nyugta sorszámát,
- a nyugta kibocsátójának nevét, címét, adószámát,
- a nyugta kibocsátásának keltét és
- a kifizetett összeget.

## Kapcsolódó szócikk
- Számla